# Kid Rena
Henry "Kid" Rena (Nueva Orleans, Luisiana, 30 de agosto de 1898 - 25 de abril de 1949) fue un cornetista norteamericano de jazz tradicional.
Aprendió la corneta con Manuel Pérez y, después de tocar con algunas bandas aficionadas de su ciudad natal, comenzó su carrera profesional en la "Bob Lyon's Orchestra", integrándose más tarde en la banda del trombonista Kid Ory, ya en 1919, en sustitución de Louis Armstrong, con quien había formado un cuarteto vocal en su pubertad. Cuando Ory se marchó a California, Rena organizó su propia banda, con la que obtuvo algunos éxitos importantes, como el tema "Low Down Blues", uno de los preferidos por las agrupaciones neorleanesas para tocar durante los funerales.
Con su banda, viaja hasta Chicago (1923-1924) y después vuelve para dirigir la "Tuxedo Brass Band". Permanecerá tocando, en los clubs de Canal Street, al frente de diversas agrupaciones, hasta el año 1947, cuando abandona la escena como consecuencia de una enfermedad.
Rena no grabó discos en su época joven, realizando sus primeras grabaciones en 1940, como consecuencia del "revival" del dixieland, con músicos como Alphonse Picou o Big Eye Louis Nelson.